# فرانکی اسپاس-۱۲

اس‌پی‌اس ۱۲

فرانکی اسپاس-۱۲ یا اس‌پی‌اس-۱۲ (به ایتالیایی: Franchi SPAS-12) نام یک تفنگ ساچمه‌زنی نیمه‌خودکار ساخت شرکت اسلحه‌سازی فرانکی در کشور ایتالیا است. این تفنگ در نیروهای مسلح کشورهای ایتالیا، فرانسه، تایوان، تایلند و ایرلند به کار گرفته می‌شود.
فرانکی اسپاس ۱۲ ۴،۴ کیلوگرم وزن دارد و درازای آن با قنداق گشوده ۱۰۴۱ میلی‌متر است. این تفنگ نیمه‌خودکار بوده و هم با حرکت تلمبه و هم با نیروی گاز گلوله‌ها مسلح می‌شود. توانایی شلیک آن ۴ گلوله در ثانیه می‌باشد. طراحی فرانکی اسپاس ۱۲ در دهه ۱۹۷۰ میلادی انجام پذیرفت.